# Caecatemnus setosipygus
Caecatemnus setosipygus es una especie de arácnido del orden Pseudoscorpionida de la familia Atemnidae.

## Distribución geográfica
Se encuentra en la  República Democrática del Congo.